# Campionato del mondo di hockey su slittino - Gruppo B 2015
Il campionato del mondo di hockey su slittino - Gruppo B 2015 è stata la quinta edizione del torneo di secondo livello. Si è disputato a Östersund, in Svezia, dal 15 al 21 marzo 2015.

## Partecipanti
Hanno preso parte al torneo le ultime due classificate nei mondiali 2013 di gruppo A e le altre tre squadre iscritte al mondiale 2013 di gruppo B iscritte anche nel 2015; per portare a sei il numero di nazionali, si è aggiunta la vincitrice dello spareggio per l'accesso al gruppo B, giocata fra Austria e Finlandia. A differenza dell'edizione precedente, le squadre non furono suddivise in due gironi seguiti dai playoff, ma in un unico girone all'italiana, con le prime due classificate ad ottenere la promozione al successivo mondiale di Gruppo A e l'ultima classificata a retrocedere nel neonato gruppo C.
Partecipanti:
 Svezia (retrocessa dal Gruppo A e paese ospitante)

 Corea del Sud (retrocessa dal Gruppo A)

 Austria (vincitrice dello spareggio)

 Regno Unito

 Polonia

 Slovacchia

## Incontri
| Östersund 12 marzo 2015, ore 12.00 CET | Svezia            | 8 – 1 (3:0; 0:1; 5:0) referto | Polonia | Östersund Arena Hall A (212 spett.)\| Arbitro: \| Peter Stabelström \| |
| Arbitro:                               | Peter Stabelström |                               |         |                                                                        |

| Östersund 16 marzo 2015, ore 15.30 CET | Corea del Sud | 9 – 0 (2:0; 2:0; 5:0) referto | Austria | Östersund Arena Hall A (35 spett.)\| Arbitro: \| Miro Montonen \| |
| Arbitro:                               | Miro Montonen |                               |         |                                                                   |

| Östersund 16 marzo 2015, ore 19.00 CET | Regno Unito     | 0 – 6 (0:3; 0:1; 0:2) referto | Slovacchia | Östersund Arena Hall A (110 spett.)\| Arbitro: \| Rickard Nilsson \| |
| Arbitro:                               | Rickard Nilsson |                               |            |                                                                      |

| Östersund 17 marzo 2015, ore 12.00 CET | Corea del Sud    | 15 – 0 (5:0; 7:0; 3:0) referto | Polonia | Östersund Arena Hall A (120 spett.)\| Arbitro: \| Peter Sabelström \| |
| Arbitro:                               | Peter Sabelström |                                |         |                                                                       |

| Östersund 17 marzo 2015, ore 15.30 CET | Regno Unito     | 2 – 1 (1:0; 0:0; 1:1) referto | Austria | Östersund Arena Hall A (60 spett.)\| Arbitro: \| Rickard Nilsson \| |
| Arbitro:                               | Rickard Nilsson |                               |         |                                                                     |

| Östersund 17 marzo 2015, ore 19.00 CET | Svezia       | 5 – 1 (2:0; 1:1; 2:0) referto | Slovacchia | Östersund Arena Hall A (215 spett.)\| Arbitro: \| Martin Frano \| |
| Arbitro:                               | Martin Frano |                               |            |                                                                   |

| Östersund 18 marzo 2015, ore 12.00 CET | Polonia           | 3 – 0 (0:0; 2:0; 1:0) referto | Austria | Östersund Arena Hall A (245 spett.)\| Arbitro: \| Joakim Samuelsson \| |
| Arbitro:                               | Joakim Samuelsson |                               |         |                                                                        |

| Östersund 18 marzo 2015, ore 15.30 CET | Corea del Sud  | 9 – 1 (2:0; 5:1; 2:0) referto | Slovacchia | Östersund Arena Hall A (55 spett.)\| Arbitro: \| Kevin Webinger \| |
| Arbitro:                               | Kevin Webinger |                               |            |                                                                    |

| Östersund 18 marzo 2015, ore 19.00 CET | Svezia            | 6 – 2 (0:0; 4:1; 2:1) referto | Regno Unito | Östersund Arena Hall A (275 spett.)\| Arbitro: \| Kristijan Nikolic \| |
| Arbitro:                               | Kristijan Nikolic |                               |             |                                                                        |

| Östersund 20 marzo 2015, ore 12.00 CET | Corea del Sud    | 10 – 0 (5:0; 4:0; 1:0) referto | Regno Unito | Östersund Arena Hall A (75 spett.)\| Arbitro: \| Peter Sabelström \| |
| Arbitro:                               | Peter Sabelström |                                |             |                                                                      |

| Östersund 20 marzo 2015, ore 15.30 CET | Slovacchia    | 4 – 1 (1:0; 2:1; 1:0) referto | Polonia | Östersund Arena Hall A (75 spett.)\| Arbitro: \| Miro Montonen \| |
| Arbitro:                               | Miro Montonen |                               |         |                                                                   |

| Östersund 20 marzo 2015, ore 19.00 CET | Svezia         | 8 – 0 (5:0; 1:0; 2:0) referto | Austria | Östersund Arena Hall A (275 spett.)\| Arbitro: \| Kevin Webinger \| |
| Arbitro:                               | Kevin Webinger |                               |         |                                                                     |

| Östersund 21 marzo 2015, ore 12.00 CET | Regno Unito       | 2 – 3 (d.t.s.) (1:0; 0:1; 1:1; 0:1) referto | Polonia | Östersund Arena Hall A (67 spett.)\| Arbitro: \| Kristijan Nikolic \| |
| Arbitro:                               | Kristijan Nikolic |                                             |         |                                                                       |

| Östersund 21 marzo 2015, ore 15.30 CET | Slovacchia        | 3 – 0 (0:0; 1:0; 2:0) referto | Austria | Östersund Arena Hall A (25 spett.)\| Arbitro: \| Joakim Samuelsson \| |
| Arbitro:                               | Joakim Samuelsson |                               |         |                                                                       |

| Östersund 21 marzo 2015, ore 19.00 CET | Corea del Sud  | 4 – 2 (1:1; 3:0; 0:1) referto | Svezia | Östersund Arena Hall A (340 spett.)\| Arbitro: \| Kevin Webinger \| |
| Arbitro:                               | Kevin Webinger |                               |        |                                                                     |

### Classifica
| Pos. | Squadra       | Pt. | PG | V | VOT | POT | P | GF | GS |
| ---- | ------------- | --- | -- | - | --- | --- | - | -- | -- |
| 1.   | Corea del Sud | 15  | 5  | 5 | 0   | 0   | 0 | 47 | 3  |
| 2.   | Svezia        | 12  | 5  | 4 | 0   | 0   | 1 | 29 | 8  |
| 3.   | Slovacchia    | 9   | 5  | 3 | 0   | 0   | 2 | 15 | 15 |
| 4.   | Polonia       | 5   | 5  | 1 | 1   | 0   | 3 | 8  | 29 |
| 5.   | Regno Unito   | 4   | 5  | 1 | 0   | 1   | 3 | 6  | 26 |
| 6.   | Austria       | 0   | 5  | 0 | 0   | 0   | 5 | 1  | 25 |

La Corea del Sud e la Svezia sono promosse al mondiale di gruppo A 2017, mentre l'Austria viene retrocessa a quello Gruppo C 2016.